# Klaus Strzodka
Joachim Klaus Strzodka (* 28. August 1927 in Kattowitz; † 1. April 2005 in Freiberg) war ein deutscher Bergbauingenieur und Hochschullehrer.

## Leben
Klaus Strzodka wuchs in Oberschlesien auf und erwarb 1944 die Mittlere Reife. Wenig später wurde er zum Militärdienst einberufen und geriet in amerikanische Gefangenschaft. Er arbeitete danach als Landarbeiter, Hilfsschlosser und Bergmann, trat in die SED ein und erlangte 1948 an der Vorstudienanstalt der Bergakademie Freiberg die Hochschulreife.
Von 1948 bis 1952 studierte er in Freiberg Bergbau. Er blieb zunächst an der Bergakademie, arbeitete als wissenschaftlicher Assistent am Institut für Tagebaukunde und schloss am 9. Juni 1954 seine Promotion ab. Am 1. Oktober 1954 ging er nach Lauchhammer, wo er am VEB Braunkohlenwerk Friedenswacht als Produktionsleiter und ab 1. November 1956 als Technischer Direktor wirkte. Von 1958 bis 1963 arbeitete er im VEB Kombinat Schwarze Pumpe als Hauptingenieur und zeitweise auch als Produktionsleiter. 1962 habilitierte er sich an der Bergakademie Freiberg.
Anfang 1964 ging er endgültig nach Freiberg zurück. Er wurde Direktor des Deutschen Brennstoffinstitutes und Vorstandsmitglied des Forschungsrates der DDR. 1966 erfolgte seine Berufung zum Professor für Bergmännische Wasserwirtschaft und Tagebaukunde an der Bergakademie. 1967 wurde er Direktor des Instituts für Tagebaukunde und Leiter der Fachrichtung Bergbau/Tagebau.
Nach der Dritten Hochschulreform der DDR und der Auflösung der Institute leitete Klaus Strzodka die Lehrgruppe Tagebau in der Sektion Geotechnik und Bergbau. Am 1. September 1969 wurde er zum ordentlichen Professor für Bergbau/Tagebau, mit der Spezialisierung Fördertechnologie und Tagebausysteme umberufen. 1970 übernahm er auch die Leitung des Fachbereiches Bergbau, und ab 1974 leitete er den Wissenschaftsbereich Bergbau/Tagebau. Zwischen 1974 und 1977 war er Prodekan der Fakultät für Technische Wissenschaften, und von 1976 bis 1982 wirkte er als Rektor der Bergakademie. Im Jahr 1992 wurde Strzodka als Hochschullehrer der Bergakademie abberufen. Er wirkte weiter als Bergbauexperte und Gutachter im In- und Ausland, hielt Gastvorlesungen in China und Rumänien und war von 1995 bis 1997 Professor an der Technischen Universität Breslau.
Klaus Strzodka war ab 1977 korrespondierendes Mitglied und ab 1985 ordentliches Mitglied der Akademie der Wissenschaften der DDR. Er starb nach langer Krankheit in Freiberg. Sein Grab befindet sich auf dem Freiberger Donatsfriedhof.

## Ehrungen
- Aktivist der sozialistischen Arbeit (mehrmals)
- Verdienter Bergmann der Deutschen Demokratischen Republik (1962)
- Vaterländischer Verdienstorden in Bronze (1980)
- Verdienstmedaille der DDR in Bronze (1980)
- Ehrennadel der Bergakademie Freiberg (1983)
- Ehrendoktor der TU Breslau (1985)
- Nationalpreis der DDR III. Klasse für Wissenschaft und Technik (1986)
- Ehrendoktor der TU Petroșani (1993)
- Ehrendoktor der Moskauer Akademie für Geologische Erkundung (1997)[1]

## Veröffentlichungen (Auswahl)
- Erschütterungsmessungen in Tagebauen: ein Beitrag zur Klärung des Einflusses von Erschütterungen auf die Standfestigkeit von Bagger- u. Kippenböschungen. Dissertation, Freiberg, 1954
- Beitrag zur Hydrologie und Entwässerungstechnik im Braunkohlentagebau. Habilitationsschrift, Freiberg, 1962
- Hydrotechnik im Bergbau und Bauwesen. Deutscher Verlag für Grundstoffindustrie Leipzig, 1975
- Tagebautechnik. Deutscher Verlag für Grundstoffindustrie Leipzig. Band 1. 1979, Band 2. 1980
- Ansprache des scheidenden Rektors der Bergakademie Freiberg Prof. Dr.-Ing. habil. Klaus Strzodka. In: Neue Bergbautechnik. 12/1982/12, S. 675–678